# Соснові насадження (заповідне урочище, Костопільський район, кв. 55)

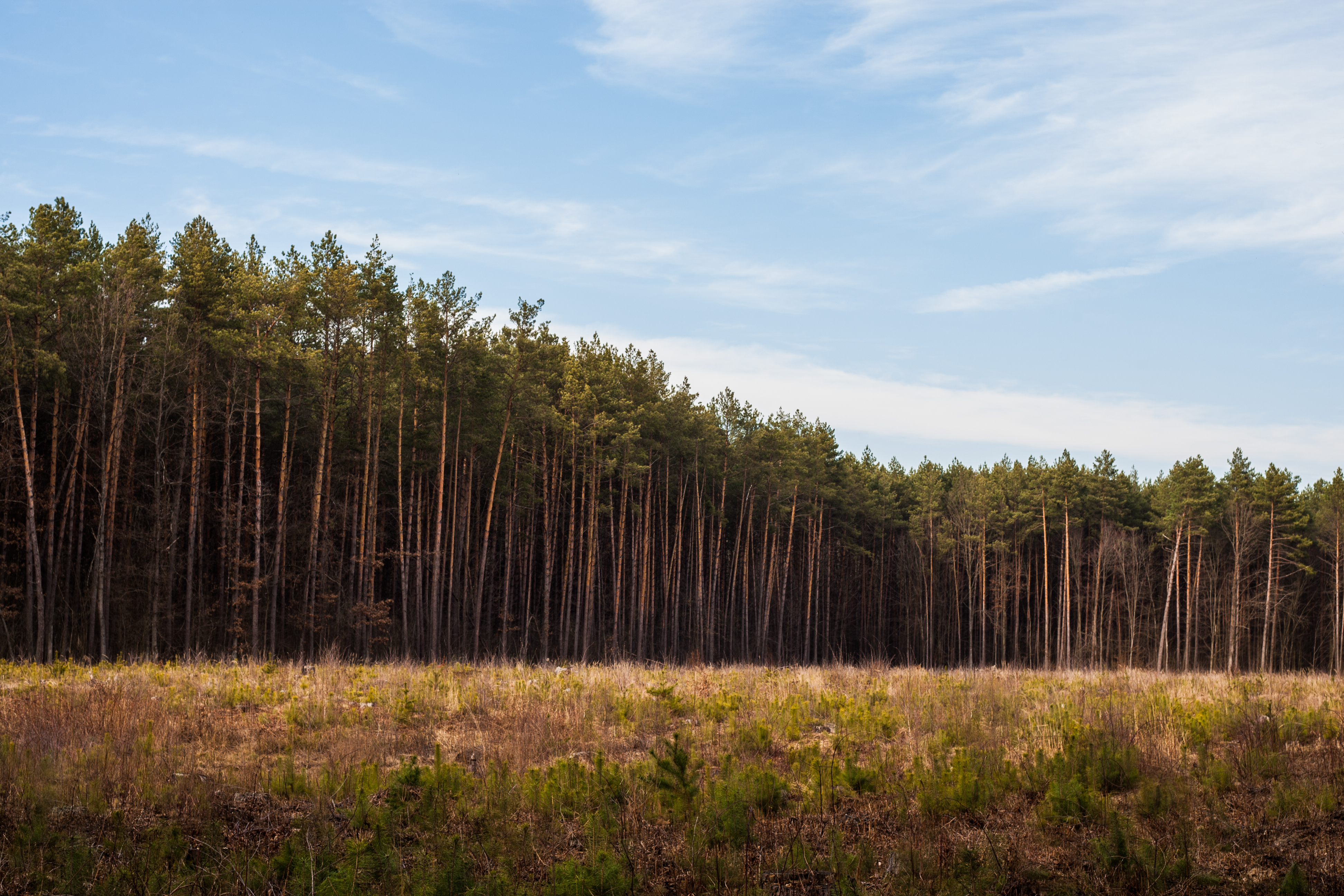
Біля села Маща

Сосно́ві наса́дження — заповідне урочище (лісове) в Україні. Розташоване в межах Костопільського району Рівненської області, на території Мащанської сільської ради. 
Площа 14 га. Створене рішенням Рівненського облвиконкому № 343 від 22.11.1983 року. Землекористувач — ДП «Костопільський лісгосп» (Мащанське лісництво, кв. 55, вид. 1). 
Заповідне урочище створене для збереження еталонних насаджень соснового лісу. Насадження двоярусне. Перший ярус утворює сосна звичайна заввишки 40-41 м. віком 150—200 років. Діаметр сосни до 100 см. У другому ярусі зростають дуб звичайний та граб звичайний, зрідка береза.